# Casinoteatern
Casinoteatern var en teater vid Bryggargatan 5 i kvarteret Blåmannen på Norrmalm i Stockholm, verksam 1921–1963. 

## Historik

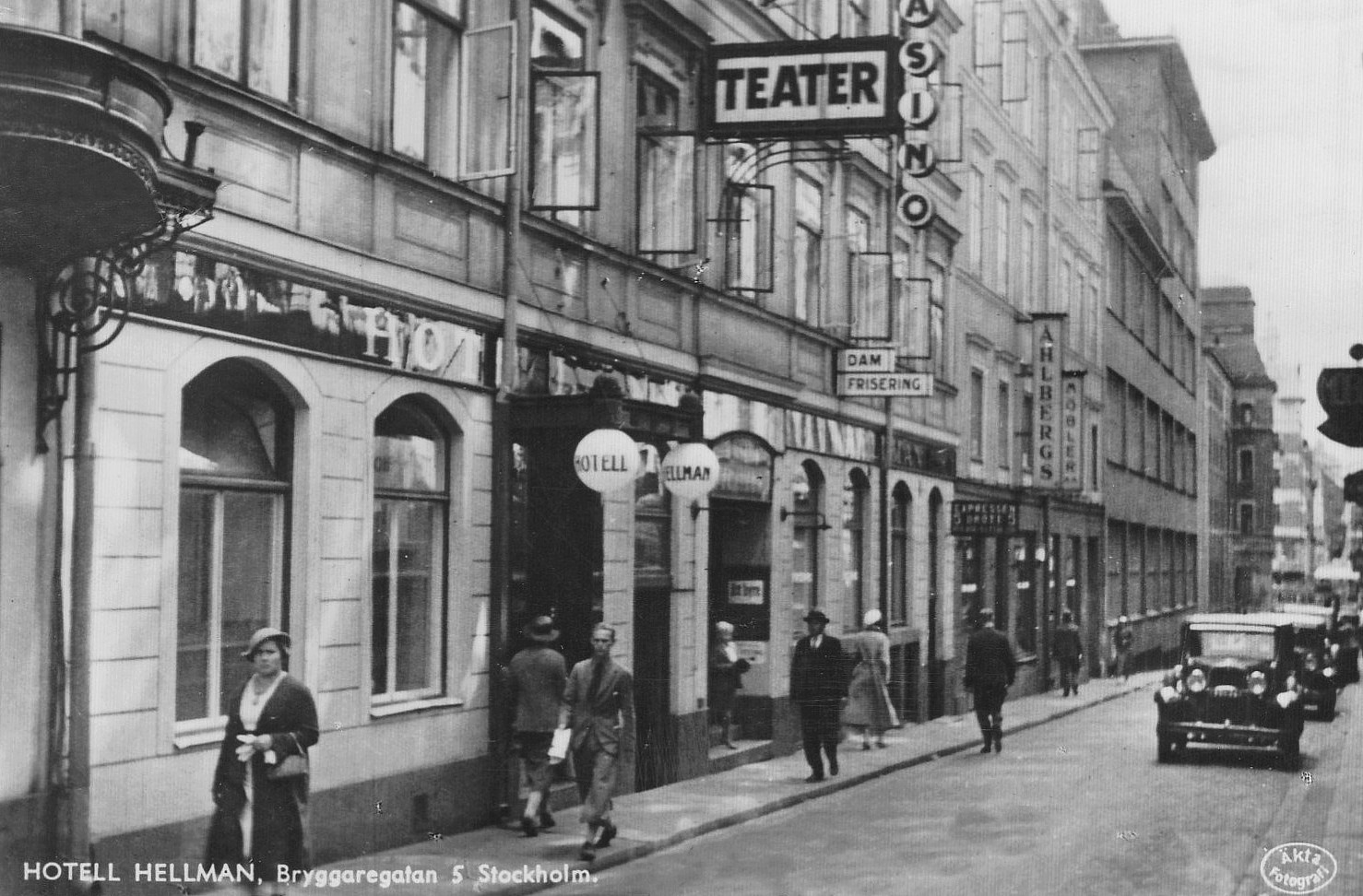
Casinoteatern på 1930-talet.

Byggnaden ritades av Erik Ulrich och uppfördes 1904 för Templarorden (se Templarordens hus). Lokalen fungerade mellan 1904 och 1910 som biograf under olika namn, bland annat Central-Biografen och cabaretlokal (Cabaret Gullregn 1916–1919). Casinoteatern invigdes på platsen 1921 med Carl Engström som ledare. Man fick för att komma till scenen passera över en gård. Invigningsstycket var Kalle Knubb av Gideon Wahlberg. 
Som direktör för teatern stod från hösten 1922 Edvin Janse, och där gavs mestadels lustspel och revyer. Både Siegfried Fischer och John Botvid var knutna till teatern under en tid, Fischer som regissör och författare och Botvid som direktör. 
År 1941 intog Casinorevyn lokalen och gjorde den till sin egen scen fram till och med 1961. Här spelade man "crazyrevy", och på nyåret 1961 spelades Crazy på burk. Det var radarparet Bergendorff/Bernhards adjö till Casinoteatern. 
Casinoteatern revs 1964, och på platsen restes en tillbyggnad till Postgirots byggnad.

## Uppsättningar

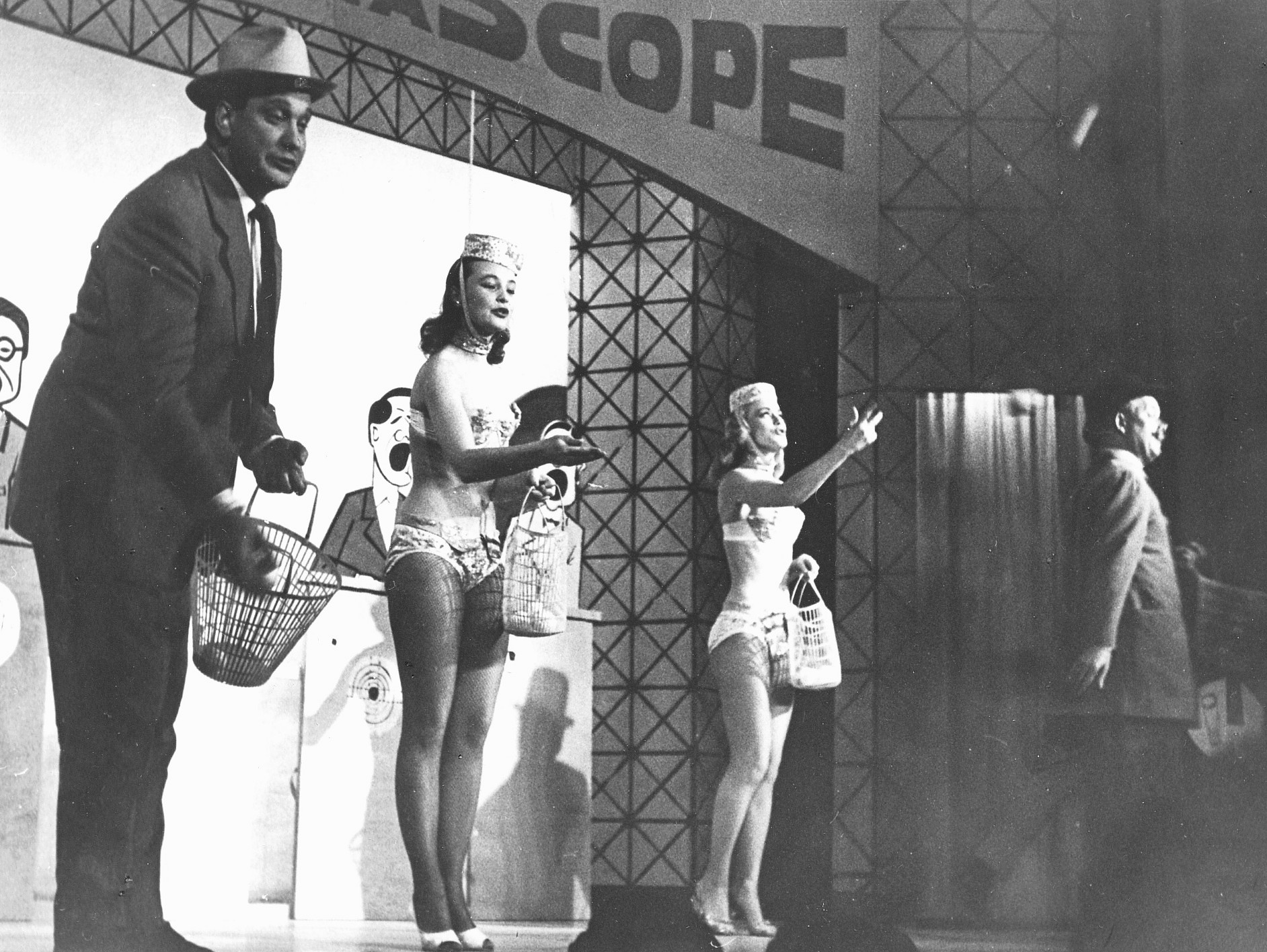
Casinorevyn, med Carl-Gustaf Lindstedt på scenen, 1956.

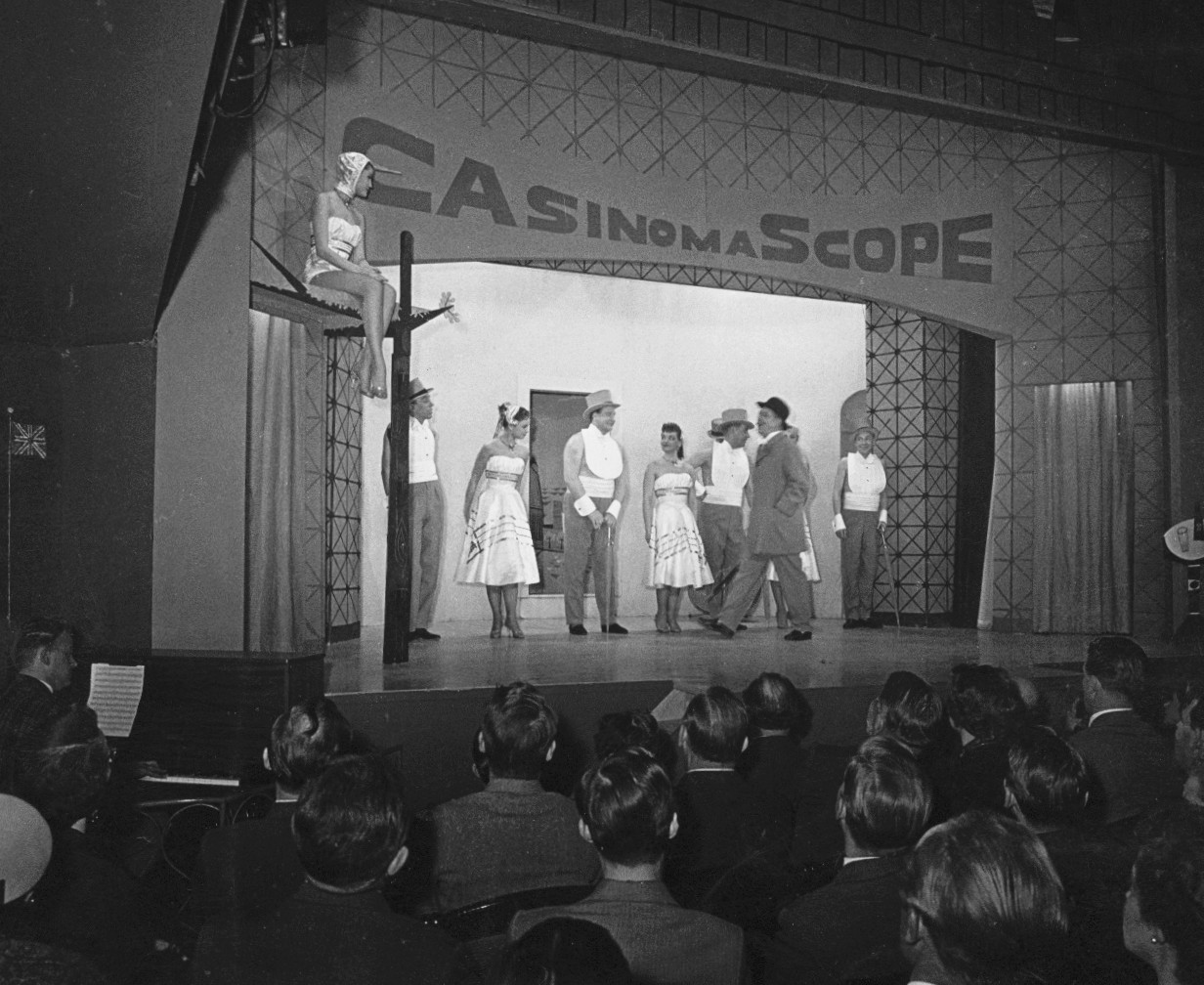
Casinorevyn 1956.

| År   | Produktion                          | Upphovsmän                                                 | Regi                                       | Noter |
| ---- | ----------------------------------- | ---------------------------------------------------------- | ------------------------------------------ | --- |
| 1921 | Kalle Knubb, revy                   | J de On                                                    |                                            | Premiär 28 september 1921 |
| 1921 | De' ä' bra - Säj ingenting          | Martin Knopf Översättning Nalle Halldén                    |                                            | Premiär 27 oktober 1921 Carl Engström Scenografi Manne Hallengren |
| 1921 | Fräkniga Isaksson, revy             | Gunnar Eriksson                                            |                                            | Premiär 10 november 1921 Carl Engström, Hugo Lundin |
| 1921 | Fången nr 17                        | Gunnar Eriksson                                            |                                            | Premiär 6 december 1921 |
| 1922 | Stopp! Här är det, revy             | Gunnar Eriksson                                            | Carl Engström                              | Premiär 1 januari 1922 Carl Engström |
| 1922 | Garvar-Olle                         | Harald Leipziger                                           |                                            | Premiär 26 januari 1922 < |
| 1922 | Napoleon I Weh den Besiegten        | Richard Voss                                               | Einar Fröberg                              | Premiär 8 februari 1922 Scenografi Olle Nordmark 4 föreställningar |
| 1922 | Kungen av Anti-Alkoholien, revy     | Bror Abelli                                                |                                            | Premiär 15 september 1922 |
| 1922 | Pärssons slavinnor, revy            |                                                            |                                            | Premiär 28 oktober 1922 |
| 1922 | Kalle Kuttings kringelfasoner, revy | Svarta masken                                              | Hartwig Fock                               | Premiär 7 december 1922 |
| 1923 | Botten opp, revy                    | Hartwig Fock                                               |                                            | Premiär 5 januari 1923 Hartwig Fock, Tyra Leijman-Uppström, Nita Hårleman, Siegfried Fischer, Julia Cæsar, Gunhild Ehrenmark, Carl Wiberg |
| 1923 | Lev livet liggande, revy            | Svarta masken                                              |                                            | Premiär 9 februari 1923 |
| 1923 | En vårmässa på Munkbron, revy       | Edvin Janse                                                |                                            | Premiär 2 mars 1923 |
| 1923 | Juppe på äventyr, revy              | Hartwig Fock, Edvin Janse och John Coldén                  | Siegfried Fischer                          | Premiär 9 april 1923 |
| 1923 | Glada fyrar, revy                   |                                                            |                                            | Premiär 7 september 1923 Scenografi Erik Dahlin |
| 1923 | Räven på Stenskär                   | John Coldén                                                | Siegfried Fischer                          | Premiär 12 oktober 1923 Scenografi Carl Wiberg |
| 1923 | Livat gyckelspel, revy              | Edvin Janse och Gunnar Eriksson                            |                                            | Premiär 23 november 1923 Scenografi Erik Dahlin, Kostym Sandra Henning |
| 1924 | Kom igen, revy                      | Edvin Janse och Gunnar Eriksson                            | Erik Engstam                               | Premiär 8 januari 1924 Scenografi Erik Dahlin |
| 1924 | Trådrullen, revy                    | Hartwig Fock                                               |                                            | Premiär 7 februari 1924 |
| 1924 | Tillväxta Augusta                   | Svarta masken                                              |                                            | Premiär 22 februari 1924 |
| 1924 | Luft i luckan, revy                 | Edvin Janse och Gunnar Eriksson                            | Siegfried Fischer                          | Premiär 26 mars 1924 Scenografi Erik Dahlin |
| 1924 | Korsdraget och lysmasken, revy      | Edvin Janse och Sten Granlund                              |                                            | Premiär 19 september 1924 Hartwig Fock, Eric Engstam, Tyra Leijman-Uppström, Gunhild Ehrenmark, Carl Nilsson, Bruno Säfbom |
| 1924 | Prins-revyn, revy                   | Edvin Janse och Sten Granlund                              |                                            | Premiär 11 november 1924 |
| 1924 | Blått och bart, revy                | Edvin Janse och Sten Granlund                              | Edvin Janse                                | Premiär 19 december 1924 Scenografi Erik Dahlin |
| 1925 | Han kan han, revy                   | Edvin Janse och Sten Granlund                              |                                            | Premiär 4 februari 1925 |
| 1925 | Blinkfyren, revy                    | Edvin Janse och Sten Granlund                              |                                            | Premiär 13 mars 1925 |
| 1925 | Boogie-balja                        | Hartwig Fock                                               |                                            | Premiär 4 september 1925 |
| 1925 | Titta in, revy                      | Carl Nilsson och Siegfried Fischer                         |                                            | Premiär 2 oktober 1925 Scenografi Erik Dahlin |
| 1925 | Hej, hi, hallå, revy                | Edvin Janse, Carl Nilsson och Siegfried Fischer            | Edvin Janse Carl Nilsson Siegfried Fischer | Premiär 23 november 1925 |
| 1925 | Nyårsrevyn 1926, revy               | John Coldén                                                |                                            | Premiär 21 december 1925 |
| 1926 | Skomis, revy                        | Edvin Janse                                                |                                            | Premiär 22 januari 1926 |
| 1926 | Portjobbare, revy                   | Edvin Janse                                                | Hartig Foch                                | Premiär 19 februari 1926 Scenografi Grabow Collijn |
| 1926 | Lyckoslanten, revy                  | Edvin Janse                                                |                                            | Premiär 23 mars 1926 |
| 1926 | Skojiga skojare, revy               | Anders Asping                                              |                                            | Premiär 3 september 1926 Scenografi Grabow Collijn |
| 1926 | Friska vindar, revy                 |                                                            |                                            | Premiär 30 september 1926 Hartwig Fock, Siegfried Fischer, Carl Nilsson, Tyra Leijman-Uppström, Tora Jakobsson |
| 1926 | Här träffas alla, revy              | Edvin Janse                                                |                                            | Premiär 28 oktober 1926 |
| 1926 | Räven på Stenskär                   | John Coldén                                                |                                            | Premiär 6 december 1926 Gunhild Ehrenmark, Siegfried Fischer, Hartwig Fock, Tora Jakobsson |
| 1926 | Nyårsrevyn 1927                     |                                                            |                                            | Premiär 26 december 1926 |
| 1927 | Vassego, revy                       | Carl Nilsson och Siegfried Fischer                         |                                            | Premiär 28 januari 1927 |
| 1927 | Här får ni vad ni vill, revy        | Edvin Janse, Carl Nilsson och Siegfried Fischer            | Edvin Janse Carl Nilsson Siegfried Fischer | Premiär 1 mars 1927 |
| 1927 | Till sjöss, revy                    | Edvin Janse                                                |                                            | Premiär 1 april 1927 |
| 1927 | Nu börjas det, revy                 | Edvin Janse                                                |                                            | Premiär 2 september 1927 |
| 1927 | Lätt och nätt, revy                 | Carl Nilsson och Siegfried Fischer                         |                                            | Premiär 30 september 1927 |
| 1927 | Har ni sett Jönsson, revy           | John Coldén                                                |                                            | Premiär 4 november 1927 |
| 1927 | Går det så går det, revy            | Carl Nilsson och Siegfried Fischer                         |                                            | Premiär 2 december 1927 |
| 1927 | Nyårsrevyn 1928                     | Edvin Janse och Helge Lindberg                             |                                            | Premiär 28 december 1927 |
| 1928 | Frid och fröjd, revy                |                                                            |                                            | Premiär 13 januari 1928 |
| 1928 | Ville Lätt och Kalle Kläm, revy     | Carl Nilsson och Siegfried Fischer                         |                                            | Premiär 27 januari 1928 |
| 1928 | Vårflugan, revy                     | Kulex                                                      |                                            | Premiär 2 mars 1928 |
| 1928 | Fäbojäntor                          | Edvin Janse och Siegfried Fischer                          |                                            | Premiär 3 april 1928 |
| 1928 | De' ä' bönder i sta'n, revy         |                                                            |                                            | Premiär 7 september 1928 |
| 1928 | Sjömansfröjd, revy                  | Edvin Janse                                                |                                            | Premiär 9 oktober 1928 |
| 1928 | Luft i luckan, revy                 | Edvin Janse och Gunnar Eriksson                            |                                            | Premiär 14 december 1928 |
| 1929 | Nyårsrevyn 1929                     | Siegfried Fischer                                          |                                            | Premiär 2 januari 1929 Scenografi Stunz-Pettersson |
| 1929 | Smått och gott, revy                | Siegfried Fischer                                          |                                            | Premiär 2 februari 1929 |
| 1929 | Hej, Amerika, revy                  | Siegfried Fischer                                          |                                            | Premiär 4 mars 1929 |
| 1929 | Vem är Lona, revy                   | Gideon Wahlberg                                            |                                            | Premiär 29 mars 1929 |
| 1929 | Lätta Marie                         | Will Steinberg och Leonard Haskel                          |                                            | Premiär 13 september 1929 |
| 1929 | Den blonda ängeln Der blonde Engel  | Richard Kessler och Arthur Rebner                          | Hartwig Fock                               | Premiär 1 november 1929 |
| 1929 | Odds 144, 99, revy                  | Hartwig Fock                                               |                                            | Premiär 6 december 1929 |
| 1930 | Vårsoppan, revy                     | Karl Lindberg                                              | Hartwig Fock                               | Premiär 26 mars 1930 |
| 1930 | Till påseende, revy                 | John Botvid och Hartwig Fock                               |                                            | Premiär 24 oktober 1930 |
| 1931 | Allt för firman, revy               | John Coldén                                                |                                            | Premiär 1 januari 1931 |
| 1931 | Än leva de gamla gudar, revy        | Elof Ahrle                                                 | Hartwig Fock                               | Premiär 11 februari 1931 |
| 1931 | Glöm ej adressen, revy              | John Botvid                                                |                                            | Premiär 20 mars 1931 |
| 1931 | Er vår och vår vår, revy            | John Botvid                                                |                                            | Premiär 24 april 1931 |
| 1931 | Tag plats, revy                     | John Botvid                                                |                                            | Premiär 4 september 1931 |
| 1931 | Utan personligt ansvar, UPA, revy   | John Botvid                                                |                                            | Premiär 23 oktober 1931 40 föreställningar |
| 1931 | Julgrytan, revy                     | John Botvid                                                |                                            | Premiär 4 december 1931 26 föreställningar |
| 1932 | Vad nytt idag, revy                 | John Botvid                                                |                                            | Premiär 1 januari 1932 |
| 1932 | Handla svenskt, revy                | John Botvid                                                | John Botvid                                | Premiär 24 februari 1932 Scenografi Stunz-Pettersson |
| 1932 | Vägen lönar sig, revy               | John Botvid                                                |                                            | Premiär 1 april 1932 |
| 1932 | Tittskåpet, revy                    | John Botvid                                                |                                            | Premiär 9 september 1932 Scenografi Stunz-Pettersson |
| 1932 | Fri utsikt, revy                    | John Botvid                                                |                                            | Premiär 28 oktober 1932 |
| 1932 | Jojo-Jomensan, revy                 | John Botvid                                                |                                            | Premiär 2 december 1932 |
| 1933 | Har ni flugan, revy                 | John Botvid                                                |                                            | Premiär 5 januari 1933 40 föreställningar |
| 1933 | Tjing, tjing, revy                  | John Botvid                                                |                                            | Premiär 15 februari 1933 45 föreställningar |
| 1933 | En vårdröm, revy                    | Hartwig Fock                                               |                                            | Premiär 30 mars 1933 25 föreställningar |
| 1933 | Dygnet runt, revy                   | Est-Ce-Quil                                                |                                            | Premiär 8 september 1933 40 föreställningar |
| 1933 | Det är strax serverat, revy         | Roland                                                     |                                            | Premiär 1 oktober 1933 40 föreställningar |
| 1933 | Hej tomtegubbar, revy               |                                                            |                                            | Premiär 24 november 1933 40 föreställningar |
| 1934 | Allsvenskan, revy                   |                                                            |                                            | Premiär 1 januari 1934 65 föreställningar |
| 1934 | Packa och res, revy                 | Gus Morris och Nils Oldin                                  |                                            | Premiär 22 februari 1934 43 föreställningar |
| 1934 | Sol och vår, revy                   | Karl Lindberg                                              |                                            | Premiär 29 mars 1934 20 föreställningar |
| 1934 | Drar de', så drar de', revy         | Karl Lindberg                                              |                                            | Premiär 15 augusti 1934 60 föreställningar |
| 1934 | Skvallerspegeln, revy               | John Botvid                                                |                                            | Premiär 9 november 1934 50 föreställningar |
| 1935 | Cirkus Stockholm, revy              | Carlo och Nils Oldin                                       |                                            | Premiär 1 januari 1935 53 föreställningar |
| 1935 | Färska nyheter, revy                | Carlo och Nils Oldin                                       |                                            | Premiär 1 mars 1935 53 föreställningar |
| 1935 | AB Stockholm UPA, revy              | Carlo och Nils Oldin                                       |                                            | Premiär 13 september 1935 65 föreställningar |
| 1935 | Lindbergs drömspel, revy            | Carlo och Nils Oldin                                       |                                            | Premiär 15 november 1935 60 föreställningar |
| 1936 | Tag plats, revy                     | John Botvid                                                |                                            | Premiär 17 januari 1936 |
| 1936 | R.K. 1936, revy                     | Carlo och Nils Oldin                                       |                                            | Premiär 13 mars 1936 45 föreställningar |
| 1936 | Vårt land, revy                     | Carlo och Nils Oldin                                       | Karl Lindberg                              | Premiär 11 september 1936 Scenografi Sigurd Maier 55 föreställningar |
| 1936 | Hallå där, revy                     | Carlo och Nils Oldin                                       |                                            | Premiär 6 november 1936 Scenografi Sigurd Maier 55 föreställningar |
| 1937 | Lite gladare, revy                  | Carlo och Nils Oldin                                       |                                            | Premiär 1 januari 1937 Scenografi Sigurd Maier 70 föreställningar |
| 1937 | Vår kulör, revy                     | Carlo                                                      |                                            | Premiär 12 mars 1937 45 föreställningar |
| 1937 | Djurgår'n runt, revy                | Karl Lindberg                                              |                                            | Premiär 10 september 1937 65 föreställningar |
| 1937 | I centrum, revy                     | Carlo och Fritz-Gustaf                                     |                                            | Premiär 13 november 1937 50 föreställningar |
| 1937 | Fart och fläkt, revy                | Carlo, Nils Oldin och Fritz-Gustaf                         |                                            | Premiär 31 december 1937 100 föreställningar |
| 1938 | Sol över Klara, revy                | Carlo och Fritz-Gustaf                                     |                                            | Premiär 18 mars 1938 45 föreställningar |
| 1938 | Vi kan - också, revy                | Carlo och Fritz-Gustaf                                     |                                            | Premiär 9 september 1938 75 föreställningar |
| 1938 | Vad folk talar om, revy             | Carlo och Fritz-Gustaf                                     |                                            | Premiär 8 november 1938 60 föreställningar |
| 1939 | Fritt framåt, revy                  | Fritz-Gustaf                                               |                                            | Premiär 1 januari 1939 90 föreställningar |
| 1939 | Låt oss möta våren, revy            | Cocktail Bros                                              |                                            | Premiär 10 mars 1939 60 föreställningar |
| 1939 | Höstfest i 5:an, revy               |                                                            |                                            | Premiär 15 september 1939 125 föreställningar |
| 1939 | Casino-journalen, revy              | Einar Molin, Stig Bergendorff och Gösta Bernhard           |                                            | Premiär 26 december 1939 82 föreställningar |
| 1940 | Lustiga huset, revy                 |                                                            |                                            | Premiär 1 mars 1940 65 föreställningar |
| 1940 | Välkommen åter, revy                | John Botvid                                                | John Botvid                                | Premiär 13 september 1940 60 föreställningar |
| 1940 | Här vare uppåt, revy                | Bengt Palm och John Elfström                               | John Elfström                              | Premiär 1 november 1940 60 föreställningar |
| 1940 | Casino-kavalkad, revy               |                                                            |                                            | Premiär 26 december 1940 10 föreställningar |
| 1941 | Vårt lilla drivhus, revy            | Åke Balltorp                                               |                                            | Premiär 1 januari 1941 40 föreställningar |
| 1941 | Hör oss, Klara, revy                | Stig Bergendorff och Gösta Bernhard                        | Inga Hodell                                | Premiär 19 september 1941 Inga Hodell, Aldis Stevenson, Inga-Britt Carlsson, Curt Löwgren, Sten Meurk, Gösta Bernhard, Holger Höglund Kapellmästare Kurt Held |
| 1942 | Handen på hjärtat, revy             | Stig Bergendorff och Gösta Bernhard                        | Inga Hodell                                | Premiär 1 januari 1942 Curt Löwgren, Inga Hodell, Gösta Bernhard, Lilly Kjellström, Aldis Stevenson, Holger Höglund, Inga-Britt Carlsson, Arne Källerud Scenografi Nixon, Kostym Karin Ahlgren                                                                   |
| 1942 | Så blev det vår igen, revy          | Stig Bergendorff och Gösta Bernhard                        | Inga Hodell                                | Premiär 2 april 1942 Curt Löwgren, Inga Hodell, Gösta Bernhard, Lilly Kjellström, Aldis Stevenson, Arne Källerud, Irene Berglund Scenografi Georg Magnusson |
| 1942 | Välj Klara, revy                    | Stig Bergendorff och Gösta Bernhard                        | Inga Hodell                                | Premiär 15 september 1942 Inga Hodell, Gösta Bernhard, Curt Löwgren, Aldis Stevenson, Holger Höglund, Irene Berglund, Arne Källerud, Curre Ström Kapellmästare Kurt Held, Koreografi May Diver, Scenografi Nixon, Kostym Karin Ahlgren 146 föreställningar       |
| 1943 | Kom i kostym, revy                  | Stig Bergendorff och Gösta Bernhard                        | Inga Hodell                                | Premiär 8 januari 1943 Curt Löwgren, Aldis Stevenson, Holger Höglund, Sonja Niel, Arne Källerud, Irene Berglund Kapellmästare Kurt Held 130 föreställningar |
| 1943 | Sista skriket, revy                 | Stig Bergendorff och Gösta Bernhard                        | Inga Hodell                                | Premiär 15 september 1943 Inga Hodell, Gösta Bernhard, Curt Löwgren, Aldis Stevenson, Holger Höglund, Arne Källerud, Iréne Berglund, Gus Dahlström, Gisela Korlonayi Kapellmästare Kurt Held                                                                     |
| 1944 | Tjugo svarta fötter, revy           | Stig Bergendorff och Gösta Bernhard                        | Gösta Terserus                             | Premiär 9 november 1944 Diana Miller, Curt Löwgren, Gösta Bernhard, Inga Raft, Holger Höglund, Birgit Nogert, Arne Källerud, Stig Johanson, Ingrid Östergren 198 föreställningar                                                                                 |
| 1945 | Galopperande hickan, revy           | Stig Bergendorff och Gösta Bernhard                        | Gösta Terserus                             | Premiär 6 september 1945 Inga Hodell, Sonja Niel, Majken Torkeli, Mary Thour, Iréne Söderblom, John Elfström, Gösta Bernhard, Holger Höglund, Gus Dahlström, Arne Källerud, Carl-Axel Elfving Scenografi och kostym Stig Sigmund 284 föreställningar             |
| 1946 | Den ridderliga flugan, revy         | Stig Bergendorff och Gösta Bernhard                        | Gösta Terserus                             | Premiär 6 september 1946 Sven Magnusson, Inga Hodell, Gösta Bernhard, Majken Torkeli, Anders Börje, Iréne Söderblom, Arne Källerud, Thory Bernhards, Carl-Axel Elfving, Ann-Marie Ottosson, Georg Adelly, Tre Knas Kapellmästare Nils Edstam 293 föreställningar |
| 1947 | Alltid pippi, revy                  | Stig Bergendorff och Gösta Bernhard                        | Gösta Terserus                             | Premiär 3 september 1947 Kai Gullmar, Inga Hodell, Gösta Bernhard, Iréne Söderblom, Carl-Axel Elfving, Ingrid Björk, Stig Johanson, Gunnel Wadner, Georg Adelly, Ullacarin Rydén, Curt Åström, Tre Knas Scenografi och kostym Stig Sigmund 314 föreställningar   |
| 1948 | Oh, eller Olympiska hetsen, revy    | Stig Bergendorff och Gösta Bernhard                        | Gösta Terserus                             | Premiär 1 september 1948 Kai Gullmar, Inga Hodell, Gösta Bernhard, Iréne Söderblom, Georg Adelly, Ingrid Björk, Arne Källerud, Tre Knas, Ullacarin Rydén, Curt Åström, Brita Ulfberg Scenografi Stig Sigmund, Kapellmästare Nils Edstam 613 föreställningar      |
| 1950 | 25-öresrevyn, eller Hjälp, revy     | Stig Bergendorff och Gösta Bernhard                        | Gösta Terserus                             | Premiär 7 september 1950 Inga Hodell, Gösta Bernhard, Iréne Söderblom, Arne Källerud, Ullacarin Rydén, Georg Adelly, Ingrid Björk, Tre Knas, Marrit Ohlsson Scenografi Stig Sigmund 303 föreställningar                                                          |
| 1951 | Drömtolvan, revy                    | Stig Bergendorff och Gösta Bernhard                        | Gösta Terserus                             | Premiär 6 september 1951 Rut Holm, Gösta Bernhard, Gus Dahlström, Holger Höglund, Tre Knas, Georg Adelly, Iréne Söderblom, Ingrid Björk, Mary Sandberg Scenografi Stig Sigmund 304 föreställningar                                                               |
| 1952 | Anderssons sagor, revy              | Stig Bergendorff och Gösta Bernhard                        | Gösta Terserus                             | Premiär 6 september 1952 Georg Adelly, Rut Holm, Gösta Bernhard, Gus Dahlström, Holger Höglund, Tre Knas, Iréne Söderblom, Mary Sandberg, Pia Lundman, Berit Hedenö Scenografi Olle Olsson Hagalund, Kostym Uno Fors 309 föreställningar                         |
| 1953 | Operation knätofs, revy             | Stig Bergendorff och Gösta Bernhard                        | Gösta Bernhard                             | Premiär 6 september 1953 Rut Holm, Gösta Bernhard, Holger Höglund, Georg Adelly, Tre Knas, Iréne Söderblom, Eric Stolpe, Pia Lundman, Nils Ohlson, Amy Jelf, Berit Hedenö Scenografi Olle Olsson Hagalund, Kostym Uno Fors 125 föreställningar                   |
| 1954 | Sista skriket 54, revy              | Stig Bergendorff och Gösta Bernhard                        | Gösta Bernhard                             | Premiär 5 september 1954 Georg Adelly, Gösta Bernhard, Arne Källerud, Rut Holm, Holger Höglund, Iréne Söderblom, Biss Warmboe, Gunnar Lindkvist, Minimal Åström Scenografi Gunnar, Kostym Uno Fors 309 föreställningar                                           |
| 1955 | C:55, revy                          | Stig Bergendorff och Gösta Bernhard                        | Gösta Bernhard                             | Premiär 13 september 1955 Carl-Gustaf Lindstedt, Kai Gullmar, Holger Höglund, Gunnar Lindkvist, Ingrid Ersson, Stig Grybe, Göte Arnbring, Maud Nygren, Sven Lykke, Parela Feldmanis, Nils Ohlson Scenografi Gunnar Karlsson, Kostym Svenbörje Gaborn             |
| 1956 | Pippi, you know, revy               | Stig Bergendorff och Gösta Bernhard                        | Gösta Bernhard                             | Premiär 14 september 1956 Gunnar Lindkvist, Eva Laräng, Carl-Gustaf Lindstedt, Alice Wallis, Maud Nygren, Arne Källerud, Tjadden Hällström, Nils Ohlson, Walter Sarmell, Sangrid Nerf Scenografi Gunnar Karlsson, Kostym Svenbörje Gaborn                        |
| 1957 | Maria Gyckel-piga, revy             | Stig Bergendorff och Gösta Bernhard                        | Gösta Bernhard                             | Premiär 17 september 1957 Lars Lönndahl, Tjadden Hällström, Bellan Roos, Mary Anderson, Iréne Söderblom, Kerstin Wibom, Else-Marie Sundin, Michèle, Birgitta Grönwall, Monica Ekberg, Walter Sarmell Scenografi Gunnar Karlsson, Kostym Svenbörje Gaborn         |
| 1958 | Här ä' vi igen, revy                | Stig Bergendorff och Gösta Bernhard                        |                                            | Premiär 29 augusti 1958 Holger Höglund, Georg Adelly, Gunnar Lindkvist, Tjadden Hällström, Iréne Söderblom, Gunnel Hällström, Maud Nygren 48 föreställningar |
| 1958 | Revy-Tut                            | Evert Lindberg, Rune Ek, Stig Grybe och Bengt Janzon       | Stig Ossian Ericson                        | Premiär 17 oktober 1958 Birgitta Andersson, Gun Ek, Rune Ek, Stig Grybe, Eva Laräng, Monica Lind, Sven Lykke, Sune Mangs Scenografi Sören Linde, Kostym Vanja Brunzell 133 föreställningar                                                                       |
| 1959 | Troll i kulissen                    | Tove Jansson                                               | Vivica Bandler                             | Premiär 12 maj 1959 Scenografi Tove Jansson 12 föreställningar Gästaspel från Lilla teatern |
| 1959 | Oh, revy                            | Stig Bergendorff och Gösta Bernhard                        | Gösta Bernhard                             | Premiär 24 september 1959 Georg Adelly, Gus Dahlström, Gunnar Lindkvist, Jessie Flaws, Minimal Åström, Nils Ohlson, Mona Grain, Gösta Krantz, Carina Ahrle Scenografi Nisse Skoog, Musiker Gösta Alenius 73 föreställningar                                      |
| 1960 | 11 44 99, revy                      |                                                            | Stig Ossian Ericson                        | Premiär 4 januari 1960 Stig Grybe, Birgitta Andersson, Lissi Alandh, Sven Lykke, Sune Mangs, Sture Ström, Anna Sundqvist, Berit Tancred Scenografi Ulf Axén, Kostym Vanja Brunzell 87 föreställningar                                                            |
| 1960 | Skräck och skratt, revy             | Bengt Linder                                               | Sven Paddock                               | Premiär 30 september 1960 Stig Grybe, Svenerik Perzon, Birgitta Andersson, Ingegärd Ehn, Rolf Bengtsson, Bert-Åke Varg Scenografi Ulf Axén 76 föreställningar |
| 1961 | Crazy på burk, revy                 | Stig Bergendorff och Gösta Bernhard                        | Gösta Bernhard                             | Premiär 14 januari 1961 Georg Adelly, Holger Höglund, Gus Dahlström, Iréne Söderblom, Nils Ohlson, Lisbeth Bodin, Sangrid Nerf, Runo Sundberg Scenografi Ulf Axén 72 föreställningar                                                                             |
| 1961 | TV-revyn 16 tummar, revy            | Stig Bergendorff och Gösta Bernhard                        | Gösta Bernhard Sven Paddock                | Premiär 1 september 1961 Johnny Brudvik, Gus Dahlström, Holger Höglund, Iréne Söderblom, Sangrid Nerf, Runo Sundberg, Nils Ohlson 79 föreställningar |
| 1962 | Bröderna Knall, revy                | Bengt Linder, Sven Paddock och Beppe Wolgers               | Sven Paddock                               | Premiär 31 januari 1962 Scenografi Gilbert Regazzoni 53 föreställningar |
| 1963 | Snudd Beyond the fringe             | Peter Cook, Dudley Moore, Alan Bennett och Jonathan Miller | Stig Ossian Ericson                        | Premiär 13 september 1963 Scenografi Björn Lindroth 43 föreställningar |
| 1964 | Nebukadnesar, studentspex           |                                                            |                                            | Premiär 21 maj 1964 Gästspel från Chalmers |